# La principessa Nadia
La principessa Nadia (Tonight Is Ours) è un film statunitense del 1933 diretto da Stuart Walker.
Esso è basato sull'opera teatrale The Queen Was in the Parlour (1926) scritta da Noël Coward.